# فلاش آزاد

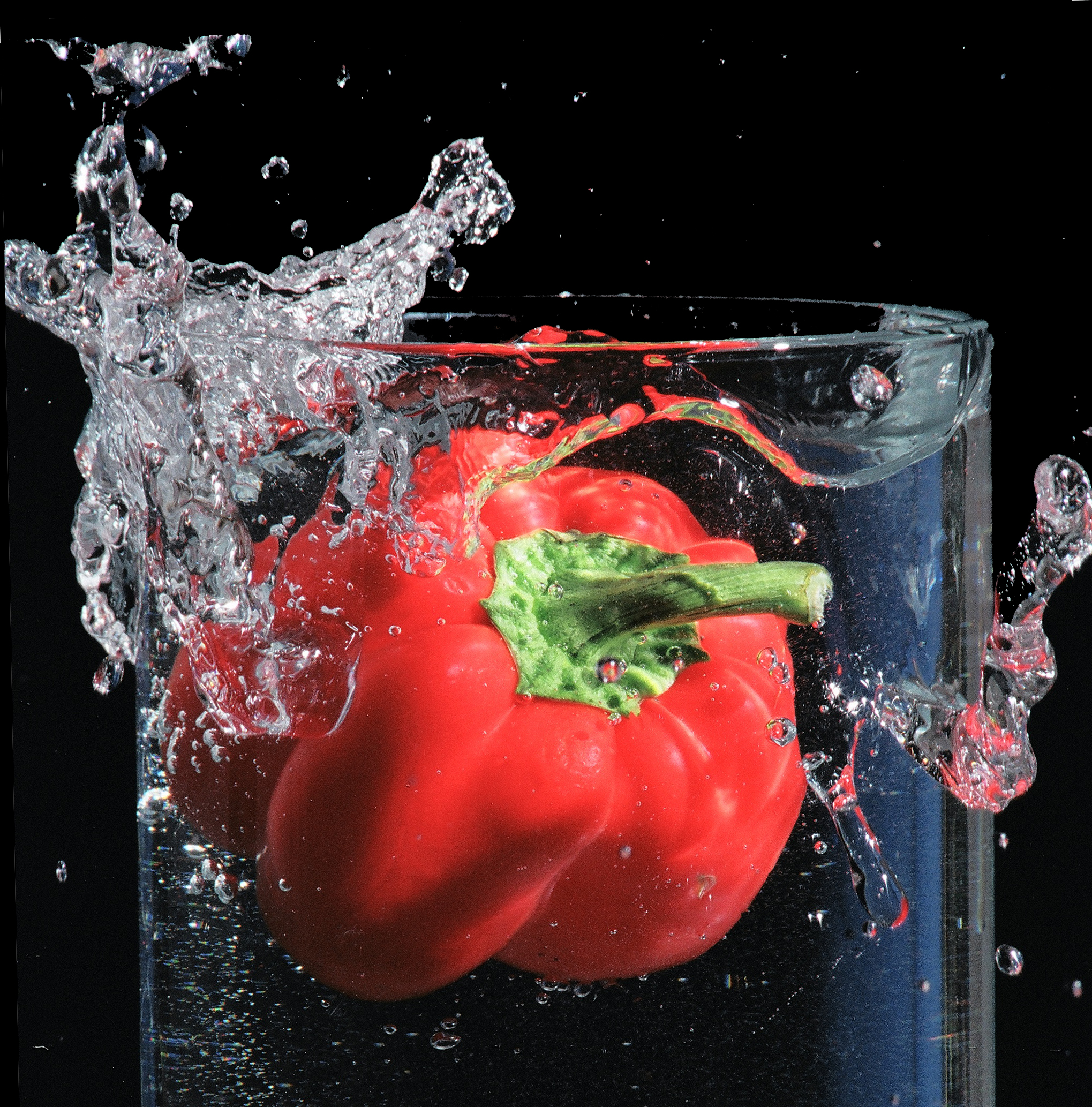
تکنیک فلاش آزاد یا Free Flash

فلاش آزاد (به انگلیسی: Free Flash) تکنیکی در عکاسی است که در آن فلاش با دوربین همگام نمی‌شود و عکاس به صورت دستی و جدا از دوربین، فلاش را کنترل و از آن استفاده می‌کند.

## نگارخانه

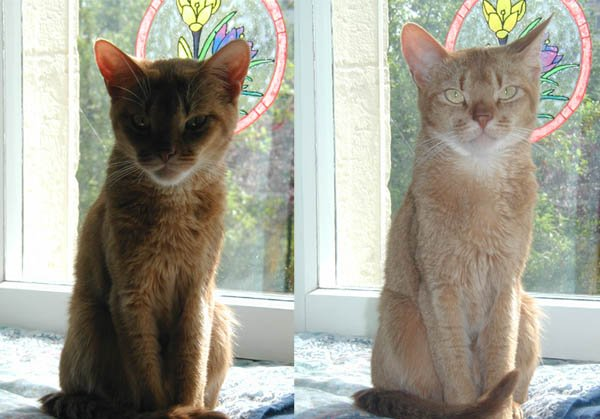
نوردهی تصویر بدون نور اضافی (سمت چپ) و با فلاش پر (راست)
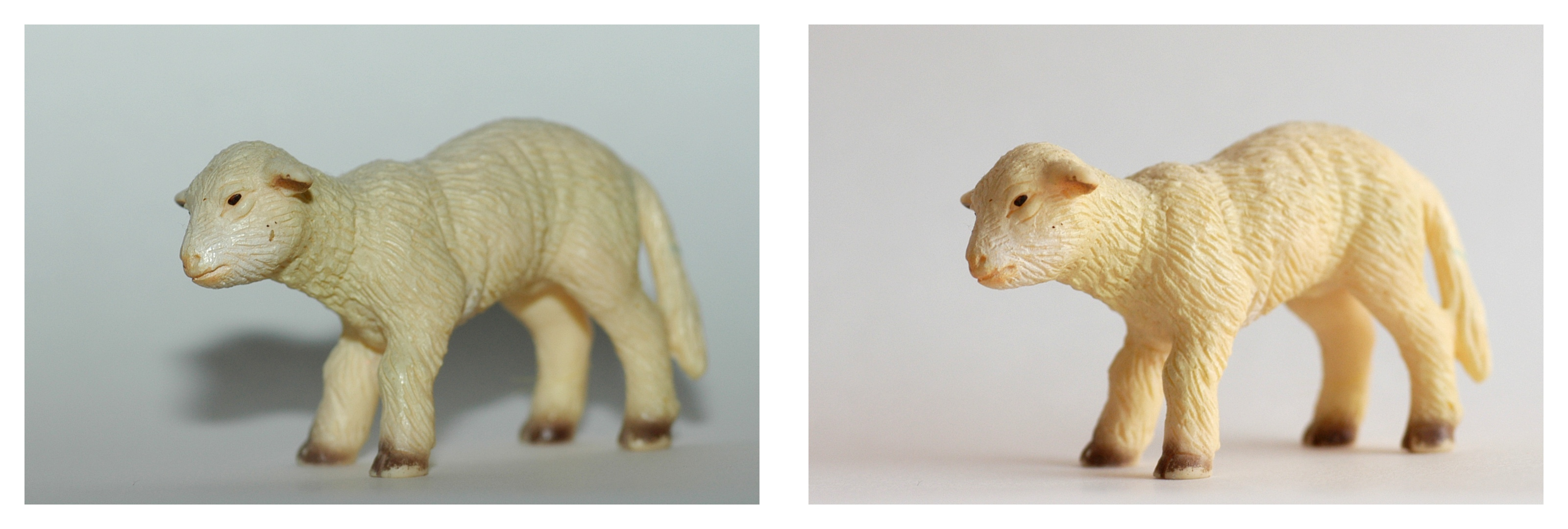
نور تولید شده توسط فلاش مستقیم (چپ) و فلاش برگشتی (راست)